# 嘉義歷史
嘉義地區地處嘉南平原，範圍涵蓋今嘉義市縣。嘉義地區古名諸羅山，係來自於居住於該地的原住民洪雅族聚落名稱「諸羅山社」。清治時期設置諸羅縣，因林爽文事件易名「嘉義」。嘉義也是臺灣在臺南一帶之後最早獲得荷蘭人、漢人開墾的地區。近代之後，在日治時期曾是臺灣人口密度較高的地區，也因其地理位置成為臺灣林業的中心地。戰後嘉義市是臺灣三個省轄市之一，是中南部地區僅次於高雄、臺南的第三大城市。而嘉義縣則是臺灣重要的農業區之一。

## 史前時期至明鄭時期
在漢人、日本人、荷蘭人進入臺灣之前，嘉義地區是原住民鄒族、洪雅族的活動地區。（～）＇嘉義的舊名「諸羅山」係來自於居住於該地的原住民洪雅族聚落名稱，十七世紀中葉荷蘭文獻記載為Tirosen、Tirocen、Tiracen、Tilaocen:232-233、Toelosang等，鄭氏據台時漢字以台語音譯寫為「豬羅山社」、1664年sieokwqk《永曆十八年台灣軍備圖》在平地繪有「豬磱山番」:10，清治時改寫為「諸羅山社」。17世紀初，漢人、日本人、荷蘭人開始進出嘉義地區。由清初的方志以後開始有記載，1621年原籍福建漳州的留日海盜甲螺顏思齊引率留日漢人與日本海商或海盜巢居魍港（今嘉義布袋）。此地原為洪雅族棲息地，1624年荷蘭來台灣之後，自臺南北上安撫了嘉義nuihihjhgjhguhguygghug一帶的平埔族，並開始在嘉義地區經營，此地在1650年代以前為鹿皮貿易的廣大獵場，之後引入漢人開墾，這裡成為臺灣漢人較大的聚居地之一。現在嘉義市內的紅毛埤（今蘭潭水庫）的歷史就可追溯至荷蘭時代。明鄭政權成立之後，嘉義地區隸屬天興縣，是明鄭政權的有效統治範圍之內。

## 清治時期
清朝攻占臺灣之後，在1684年設置臺灣府，分為三縣，將天興縣北部分出諸羅縣，嘉義地區大部被劃入諸羅縣。1704年，諸羅縣治自佳里興遷至諸羅山（即今嘉義市），諸羅知縣宋永清以木柵為城，開啟嘉義建城之始。1786年，林爽文掀起反清之役。林爽文雖然圍攻諸羅城長達十個月，卻因當時諸羅縣軍民堅守城池而未能成功。林爽文事件之後，乾隆帝「嘉其死守城池之忠義」，改「諸羅」名為「嘉義」，此文嘉義地名之始。而諸羅縣城也自此之後改建土城。
同治元年（1862年），戴潮春事件爆發，嘉義縣城自三月廿八日被叛軍包圍至六月初八日，即「嘉義圍城戰」。
光緒年間，嘉義知縣單瑞龍又改以磚石砌城，而後又有王得祿義捐整建城垣，並修築月城及砲窩。1885年，臺灣正式建省，全台為三府一直隸州十一縣三廳，嘉義縣屬於臺南府，縣治仍設於嘉義市。

## 日治時期
1895年清朝簽訂馬關條約，將福建臺灣省割讓給日本之後，嘉義縣改為嘉義支廳，由臺南縣管轄。1897年，日人又將臺灣行政區劃改為六縣三廳，嘉義、雲林兩支廳合併為嘉義縣，縣治設於嘉義。1898年，再將臺灣行政區劃調整為臺北、臺中、臺南三縣及宜蘭、臺東、澎湖三廳。嘉義地區全境被劃入臺南縣，下轄嘉義、打貓、樸仔腳三個辨務署。1901年，日人將全臺行政區劃整並為二十個廳，嘉義地區的三個辨務署合併為嘉義廳，下轄有七個支廳。1909年，再改二十廳為十二廳，嘉義廳下設有十二支廳。1920年至二戰結束之前，嘉義地區劃歸臺南州，分屬嘉義街（在1930年升格為嘉義市）、嘉義郡及東石郡。在這次行政區劃大調整的同時，嘉義當地反對嘉義地區被劃入臺南州的士紳創建嘉義置州同盟會，發起嘉義置州運動，要求設立範圍包括今雲林縣、嘉義縣市和臺南市新營地區(後來的新營郡)的嘉義州，但未能成功。
1906年，嘉義發生梅山地震。嘉義地區受災嚴重，嘉義市城池除東門之外幾乎全毀，然而這也成為日人在嘉義市區實施市區改正的契機，使得嘉義市開始變為近代化都市。日治時期，嘉義市憑藉其地理位置成為阿里山木材的集散地，是臺灣林業的中心城市之一。地震之後，日本人開始修建阿里山森林鐵路，使得嘉義的林業開始真正發展，也成為嘉義經濟起飛的開始。林業是日治時期嘉義的中心產業，市內木材行鱗次櫛比，亦帶動了其他服務業的發展。發達的產業使得嘉義在日治時期是臺灣僅次於臺北、臺南、高雄、基隆的人口第五大城市。日治時期的嘉義也是一座文化重鎮，有「畫都」之稱。臺灣歷史上最著名畫家之一陳澄波就是嘉義人。

## 中華民國時期
1945年日本戰敗之後，臺灣進入中華民國時期。1945年，日治時期的嘉義市改制為省轄市，即為嘉義市第一次省轄市時期。原嘉義郡、東石郡改制為嘉義區、東石區，歸屬於臺南縣。1950年，臺灣調整縣市行政區劃，1950年8月，嘉義市被分割為新東、新西、新南、新北、水上與太保等四鎮二鄉。同時嘉義區、東石區與四鎮二鄉合併為嘉義縣，並撤銷區級行政區。然而嘉義市被撤銷之後民怨高漲，政府不得不在1951年11月撤銷新東、新西、新南、新北四鎮建制合併為嘉義市，成為嘉義縣內唯一的縣轄市，並且是嘉義縣的縣治。1982年7月1日，在許世賢等地方人士多年奔走下，嘉義市再度升格為省轄市，設市當時不設區，後在1990年10月6日劃分為東區、西區二區。

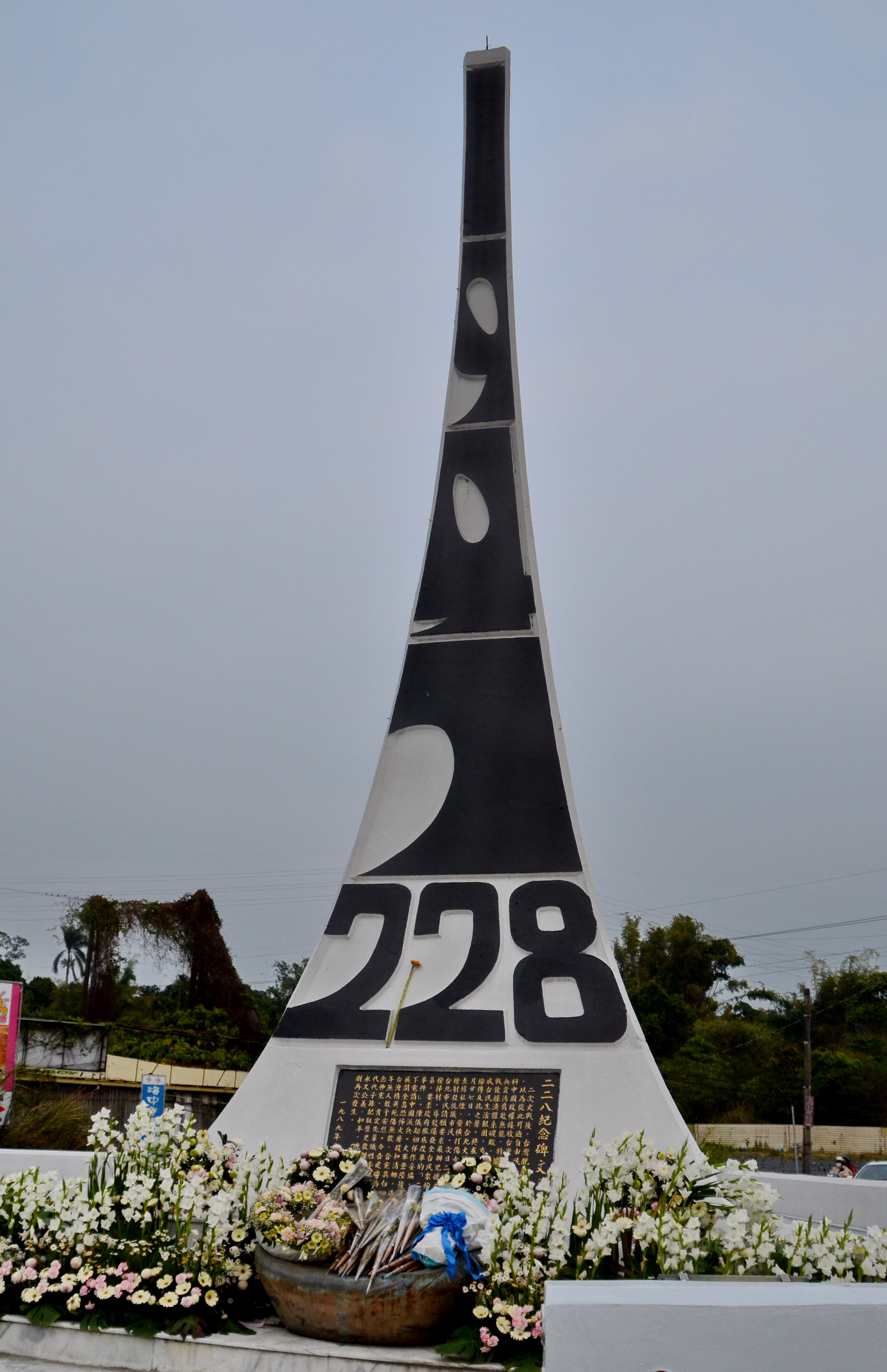
嘉義市彌陀路二二八紀念碑

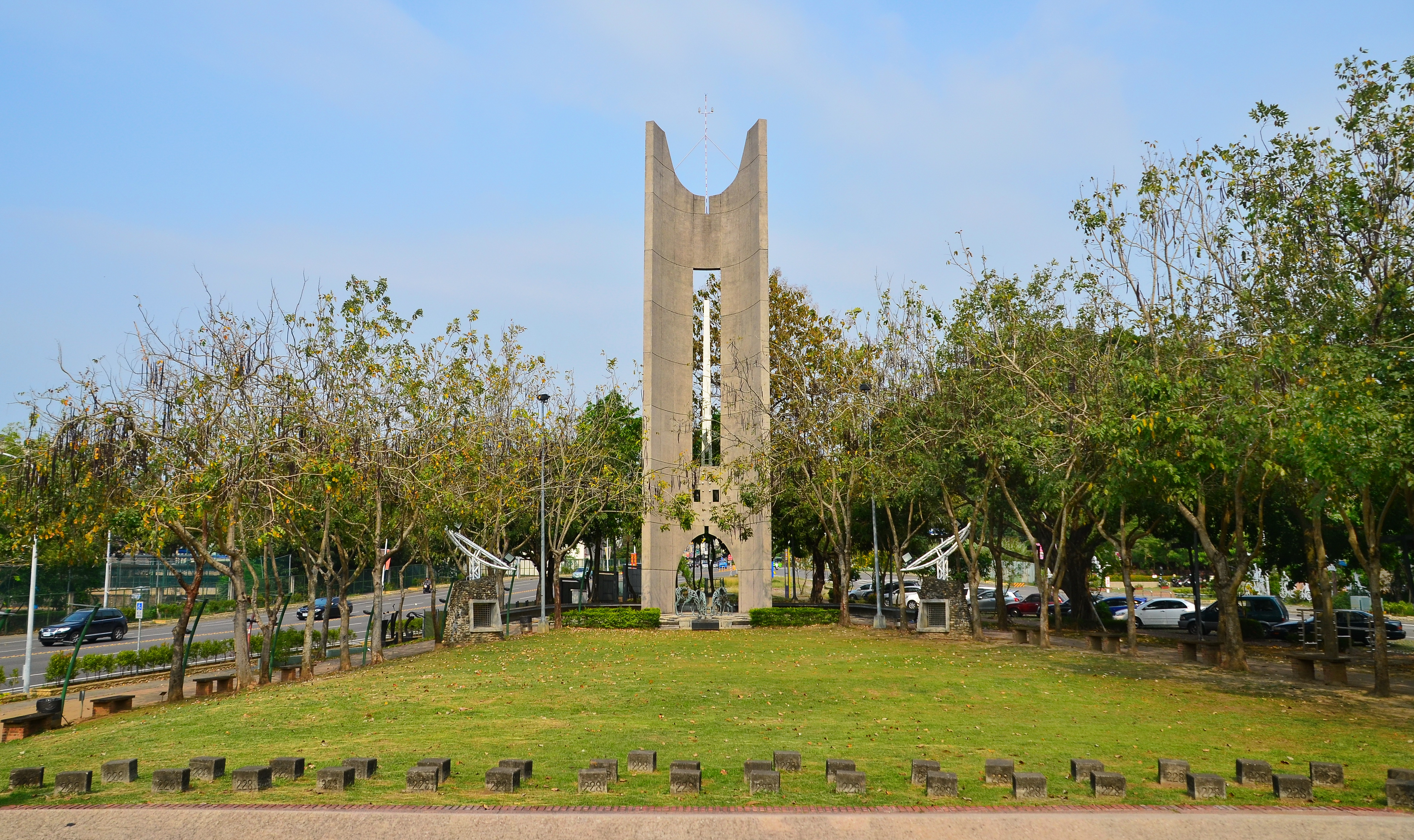
嘉義市二二八紀念公園

1947年初，臺灣爆發二二八事件。嘉義是二二八事件的重災區。3月2日，嘉義民眾攻佔了市府、電台等設施。之後市民還包圍了水上機場，和軍警展開對峙。3月8日，紛爭暫時平息，但已有300多名普通市民傷亡。然而3月12日開始，國軍開始大規模鎮壓市民，使得嘉義淪為二二八事件的重災區，和國軍談判的嘉義士紳代表陳復志、吳溪水、蘇憲章、施珠文、黃水樹、陳澄波、盧炳欽、潘木枝、柯麟等人也被槍決。1989年，嘉義市豎立了嘉義市彌陀路二二八紀念碑，是臺灣第一座二二八紀念碑。而嘉義市二二八紀念公園內的二二八紀念館也是臺灣第一座二二八紀念館。
二二八事件雖然使嘉義陷入腥風血雨，卻也使得嘉義市市政在之後長期由黨外的「許家班」執政，讓嘉義享有「民主聖地」之稱。1968年，許世賢當選嘉義市長，成為臺灣首位民選女性縣轄市長。1972年，許世賢又以全國第一高票當選立委。1982年，許世賢以超過八成的得票率當選首任民選省轄市嘉義市長，也是臺灣首位女性縣市長。許世賢在1983年去世之後，她的女兒張博雅在補選中當選市長並在1985年市長選舉中成功連任。此後許家班執掌嘉義市政權至2000年。而在嘉義縣方面，地方派系則在嘉義縣的政治版圖中扮演重要作用。其中又以黃、林兩大派系勢力最強。其中黃派支持中國國民黨，在海線勢力較強。而林派雖然原本也支持國民黨，但在2001年縣長選舉之後倒戈民進黨，在山線勢力較強。此外，「蕭家班」的勢力範圍橫跨嘉義市縣，但在2001年之後已逐漸淡出政壇。
嘉義地區在臺灣經濟仍以農業為主的日治時代和戰後早期因為是臺灣重要的糧食產地，加上林業發達，曾是臺灣人口密度較高的地區。然而隨著臺灣經濟自1960年代之後開始轉變為以工業為主，加上阿里山為保育環境停止砍伐樹木，嘉義地區的經濟發展也開始相較臺灣其他地區滯後，人口外流現象也十分嚴重。嘉義縣人口在1984年達到573,601人的峰值之後就陷入減少，是臺灣最早開始人口減少的縣份之一，使得嘉義成為臺灣人口高齡化最嚴重的地區。而嘉義市的人口也相對增長緩慢。戰前嘉義曾經是臺灣第五大都市，人口數不僅高於同為省轄市的新竹市，甚至高於臺中市。然而戰後由於人口成長緩慢，人口數現在已經被新竹遠遠甩開達超過16萬人之多，僅有新竹市人口的約六成。現在嘉義縣除了繼續被稱為「農業首都」之外，亦積極招商並發展工業區，同時還在原本的阿里山國家風景區之外再開闢故宮南院、高跟鞋教堂等新景點來發展以旅遊業為首的服務業，寄望實現產業的多樣化。